# 모흐센 레자이

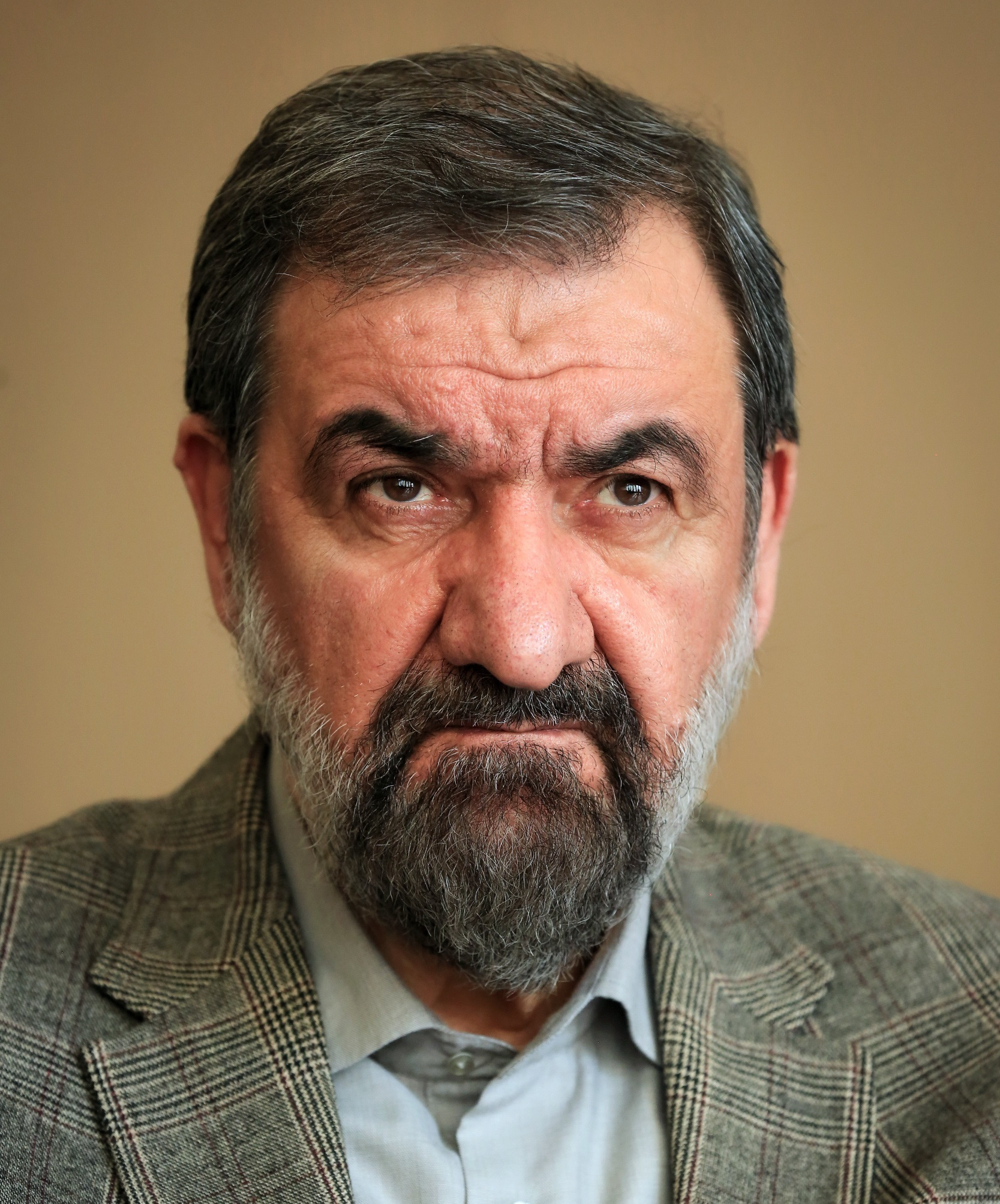

모흐센 레자이 미르가에드(페르시아어: محسن رضایی میرقائد, 1954년 9월 1일 ~ )는 이란의 보수주의 정치인으로 이슬람이란저항전선 소속이며, 이슬람 혁명 수비대 내에서 공익판별회의 총무를 역임 중인 상급 군관이다.
1980년부터 1997년까지 이슬람 혁명 수비대 총사령관이었다.
혁명 이전 이슬람 반군 반수룬의 일원이었으며, 혁명 이후 이슬람혁명기구전사에 합류했다.
"만년 후보"로 불리는 그는 2009년 대선에 보수 성향 후보로 출마했으나 1.7%를 득표해 마흐무드 아흐마디네자드(당선자), 개혁파 미르호세인 무사비에게도 밀려 3위로 낙선했다. 2013년 대선에도 출마했으나 3,884,412표를 득표해 하산 로우하니, 모함마드 마게르 갈리바프, 라이드 잘릴리에게도 밀려 4위로 낙선했다.